# Ranger Rob
Ranger Rob é uma série de televisão animada infantil anglo-canadense-americana criada por Alexander Bar. A série estreou na Treehouse TV no Canadá em 5 de setembro de 2016. É produzido pela Nelvana e Treehouse no Canadá, e Studio Liddell (creditado como "Ranger Rob UK Limited") no Reino Unido. Nos EUA, vai ao ar na Universal Kids.

## Sinopse
Ranger Rob é sobre Rob Ranger, e seus amigos Stomper e Dakota, indo em aventuras ao ar livre no Big Sky Park.

## Personagens
| Personagens principais | Personagens principais | Personagens principais                                                                                   |
| Personagem             | Voz original           | Descrição                                                                                                |
| ---------------------- | ---------------------- | --- |
| Rob                    | Jonas Wineberg         | É um ranger que gosta de aventura. Quando crescer ele quer ser como seus pais; uma cabeça ranger na BSP. |
| Stomper                | Darren Frost           | É o melhor amigo de Rob. Ele é um yeti.                                                                  |

|-
|Chipper
|?
|É o melhor amigo de Rob. Ele é um Gipe super funcional.
|-
|}

## Produção
Uma segunda temporada do Ranger Rob foi anunciada por 14 episódios em 24 de maio de 2017.

## Transmissão
Ranger Rob estreou na Treehouse TV em inglês no Canadá em 5 de setembro de 2016.
A série também vai ao ar na Super RTL na Alemanha, Frisbee na Itália, TG4 na Irlanda, na Espanha no canal Clan e estreou no Tiny Pop no Reino Unido em 17 de março de 2018.
Em Portugal, a série é exibida no canal pago Canal Panda.
No Brasil, a série será exibida no canal de televisão por assinatura Nat Geo Kids.

## Prêmios e Indicações
| Ano  | Prêmio     | Categoria                                                 | Destinatários e indicados                                                       | Resultado | Ref.  |
| ---- | ---------- | --------------------------------------------------------- | ------------------------------------------------------------------------------- | --------- | ----- |
| 2017 | YMA Awards | Award of Excellence for Best Program, Animation, Ages 3–5 | Episódios "The Woolly Wiligo of Big Sky Park" / "A Big Sky Park Elephant Train" | Indicado  | [ 8 ] |